# Carex hordeistichos
Carex hordeistichos là một loài thực vật có hoa trong họ Cói. Loài này được Vill. mô tả khoa học đầu tiên năm 1779.

## Hình ảnh

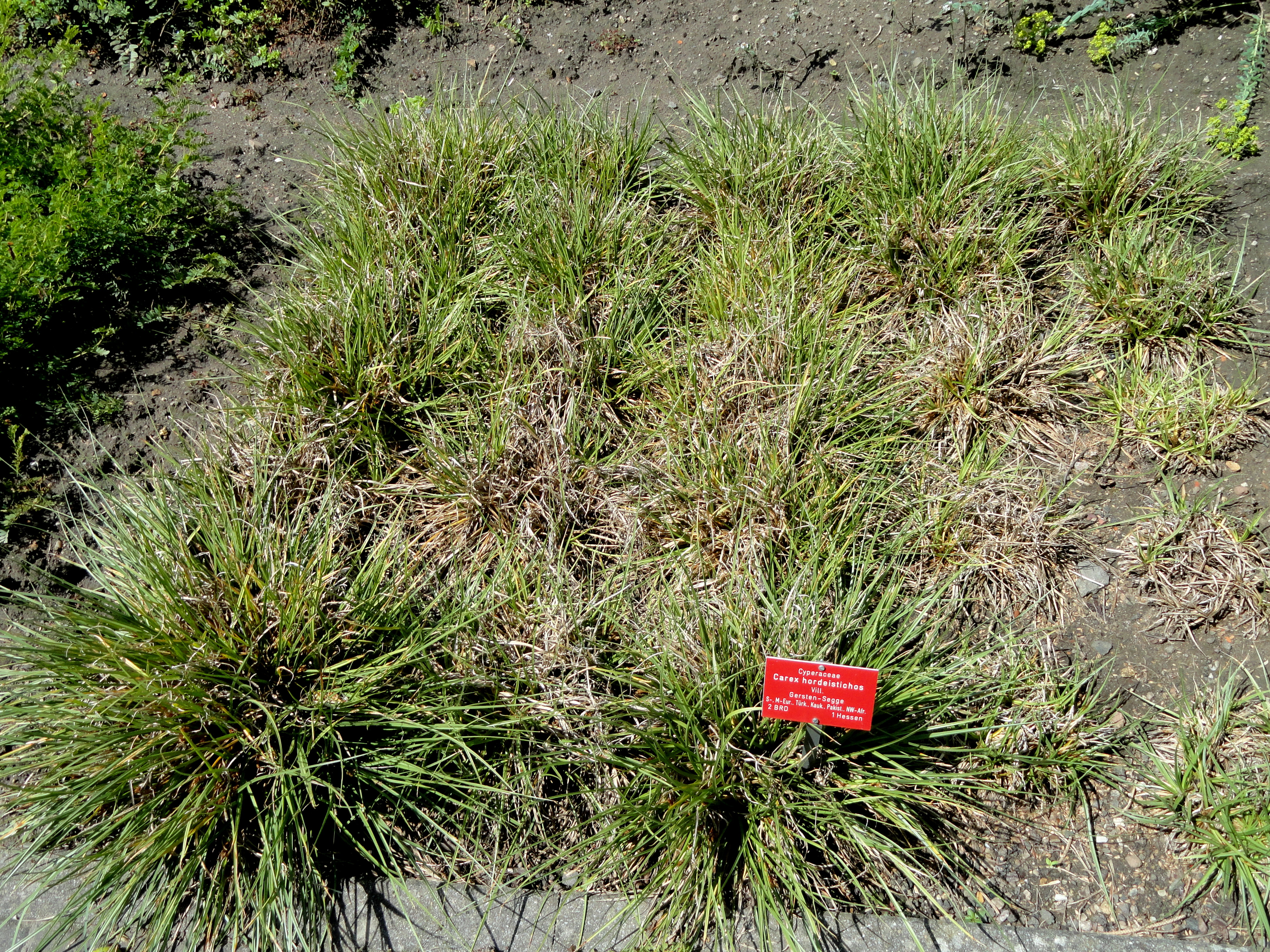
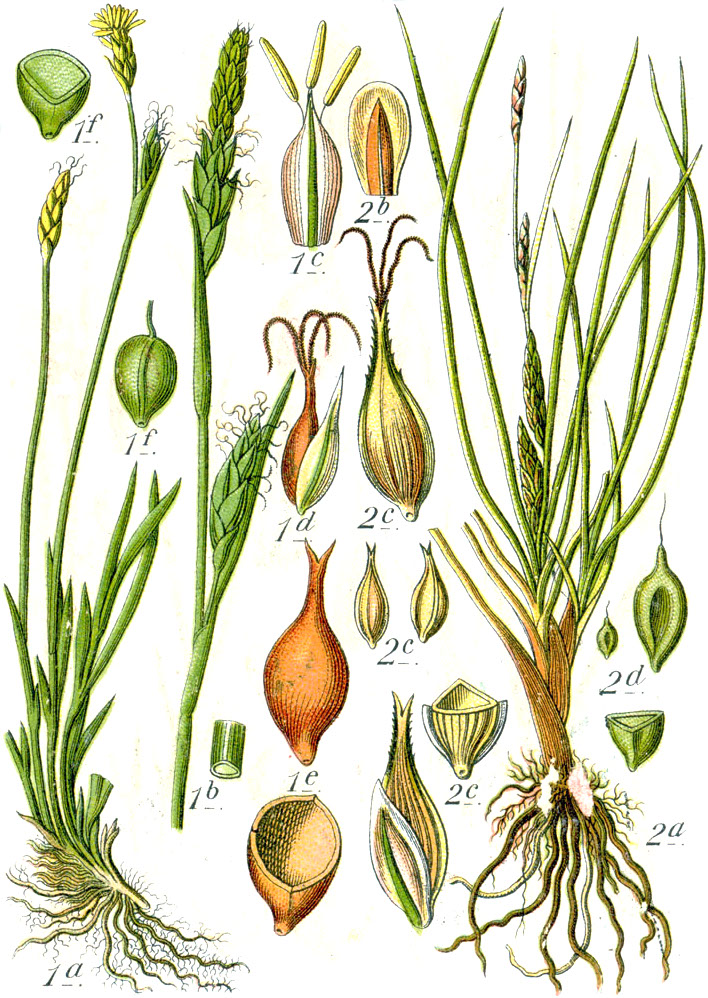